# Irlandzcy posłowie do Parlamentu Europejskiego 1994–1999
Irlandzcy posłowie IV kadencji do Parlamentu Europejskiego zostali wybrani w wyborach przeprowadzonych 10 czerwca 1994.

## Lista posłów
Wybrani z listy Fianna Fáil
- Niall Andrews
- Gerry Collins
- Brian Crowley
- Jim Fitzsimons
- Pat Gallagher
- Liam Hyland
- Mark Killilea

Wybrani z listy Fine Gael
- Mary Banotti
- John Cushnahan
- Alan Gillis
- Joe McCartin

Wybrana z listy Partii Pracy
- Bernie Malone

Wybrane z listy Partii Zielonych
- Nuala Ahern
- Patricia McKenna

Wybrany jako kandydat niezależny
- Pat Cox